# 諾廷希爾鎮區 (密蘇里州歐扎克縣)
諾廷希爾鎮區（英語：Nottinghill Township）是位於美國密蘇里州歐扎克縣的一個行政鎮區。

## 地方資料
諾廷希爾鎮區的面積為71.76平方千米，當中陸地面積為71.74平方千米，而水域面積為0.02平方千米。根據2020年美國人口普查的數據，當地共有人口122人，而人口密度為每平方千米1.7人。